# Proportionalräknare

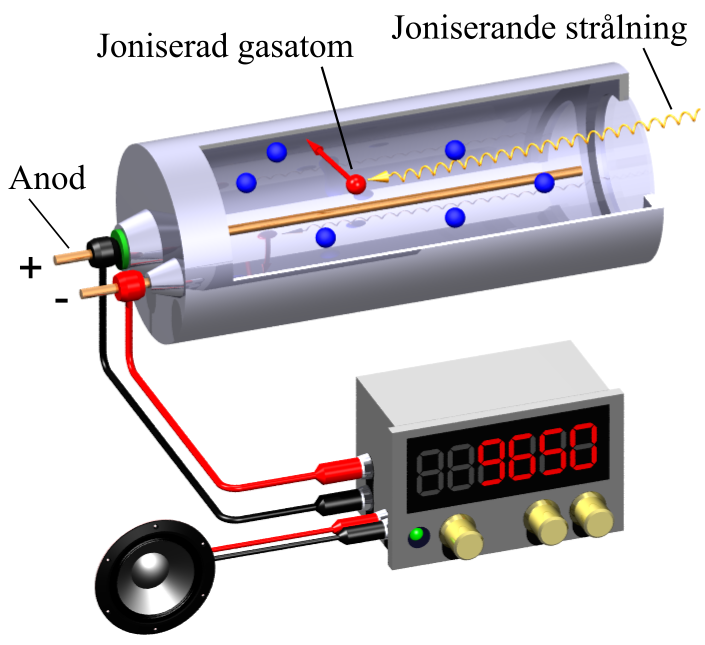
Schematisk bild av proportionalräknare. Inkommande joniserande strålning orsakar strömpulser mellan anod och katod. Pulserna registreras av en räknare som anger antalet pulser per inställd tidsperiod. En anpassad spänning läggs mellan rörets anod (+) och katod (-) (rörets metallhölje). I detta fall indikeras pulserna också av en högtalare

En proportionalräknare har en gasfylld detektor för joniserande strålning. Detektorn liknar GM-röret men använder en lägre spänning. Detektorn är, precis som GM-röret, cylindrisk där anoden består av en tråd i mitten av denna. En lämplig spänning läggs mellan anod (+) och katod (-) (cylinderns metallhölje).
Den infallande strålningen joniserar gasen i detektorn, vilket innebär att  elektroner frigörs. Elektronerna accelereras mot anoden och ges en energi som är tillräcklig för att slå ut nya elektroner. De nya elektronerna slår ut ännu fler elektroner vilket medför en lavinartad effekt av elektroner (så kallade elektronlaviner) som rör sig mot anoden.
Då detektorn är cylindrisk, kommer det elektriska fältet att vara omvänt proportionellt mot avståndet, vilket medför att laviner startar på ungefär samma avstånd från tråden samt blir lika stora. Genom att använda en lämplig spänning bildas en puls vars storlek är proportionell mot antalet jonisationer.